# خسوس خیمنز (بازیکن فوتبال)
خسوس خیمنز (انگلیسی: Jesús Jiménez؛ زادهٔ ۱۱ مهٔ ۱۹۹۳) بازیکن فوتبال اهل اسپانیا است.
از باشگاه‌هایی که در آن بازی کرده‌است می‌توان به باشگاه فوتبال گورنیک زابژه اشاره کرد.